# Transparencia (física)

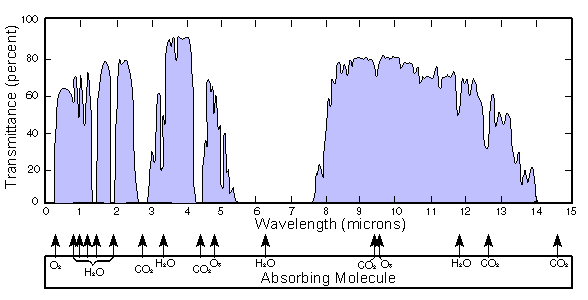
Transmitancia de la atmósfera terrestre.

Un material presenta transparencia cuando deja pasar fácilmente la luz. La transparencia es una propiedad óptica de la materia, que tiene diversos grados y propiedades. Un material es translúcido cuando deja pasar la luz, pero no deja ver nítidamente los objetos. En cambio, es opaco cuando impide el paso de la luz. Otras categorías de la apariencia visual que se relacionan con la percepción de la reflexión y transmisión regular o difusa de la luz, han sido organizadas bajo el concepto de cesía en un sistema de ordenamiento con tres variables, que incluyen la transparencia, la translucidez y la opacidad entre los aspectos involucrados.
Generalmente, se dice que un material es transparente cuando es transparente a la luz visible. Para aplicaciones técnicas, se estudia la transparencia u opacidad a la radiación infrarroja, a la luz ultravioleta, a los rayos X, a los rayos gamma u otros tipos de radiación.
Según la mecánica cuántica, un material será transparente a cierta longitud de onda cuando en su esquema de niveles de energía no haya ninguna diferencia de energía que corresponda con esa longitud de onda. Así, el aire y el vidrio son transparentes, porque en sus esquemas de niveles de energía (o bandas de energía, respectivamente) no cabe ninguna diferencia de energía del orden de la luz visible. Sin embargo, sí que pueden absorber, por ejemplo, parte de la radiación infrarroja (las moléculas de agua y de dióxido de carbono absorben en el infrarrojo) o del ultravioleta (el vidrio bloquea parte del espectro ultravioleta).
La transparencia se cuantifica como transmitancia, porcentaje de intensidad lumínica que atraviesa la muestra. Para esto se utiliza un colorímetro o un espectrofotómetro.